# Crystal Palace Football Club 2022-2023
Questa voce raccoglie le informazioni riguardanti il Crystal Palace Football Club 2022-2023 nelle competizioni ufficiali della stagione 2022-2023.

## Stagione
Questa stagione è la 10ª stagione consecutiva in Premier League per il Crystal Palace. Oltre alla partecipazione in Premier League, il Crystal Palace ha preso parte alla FA Cup ed alla EFL Cup.

## Maglie e sponsor
| Casa | Trasferta | Terza maglia |

## Rosa
In corsivo i calciatori ceduti durante la stagione  
| N. |                           | Ruolo | Calciatore                  |
| -- | ------------------------- | ----- | --------------------------- |
| 1  | Inghilterra (bandiera)    | P     | Jack Butland                |
| 2  | Inghilterra (bandiera)    | D     | Joel Ward                   |
| 3  | Inghilterra (bandiera)    | D     | Tyrick Mitchell             |
| 4  | Serbia (bandiera)         | C     | Luka Milivojević (capitano) |
| 5  | Inghilterra (bandiera)    | D     | James Tomkins               |
| 6  | Inghilterra (bandiera)    | D     | Marc Guéhi                  |
| 7  | Inghilterra (bandiera)    | C     | Michael Olise               |
| 8  | Belgio (bandiera)         | C     | Albert Sambi Lokonga        |
| 9  | Ghana (bandiera)          | A     | Jordan Ayew                 |
| 10 | Inghilterra (bandiera)    | C     | Eberechi Eze                |
| 11 | Costa d'Avorio (bandiera) | A     | Wilfried Zaha               |
| 13 | Spagna (bandiera)         | P     | Vicente Guaita              |
| 14 | Francia (bandiera)        | A     | Jean-Philippe Mateta        |
| 15 | Ghana (bandiera)          | D     | Jeff Schlupp                |
| 16 | Danimarca (bandiera)      | D     | Joachim Andersen            |

| N. |                        | Ruolo | Calciatore            |
| -- | ---------------------- | ----- | --------------------- |
| 17 | Inghilterra (bandiera) | D     | Nathaniel Clyne       |
| 18 | Scozia (bandiera)      | C     | James McArthur        |
| 19 | Inghilterra (bandiera) | C     | Will Hughes           |
| 21 | Inghilterra (bandiera) | P     | Sam Johnstone         |
| 22 | Francia (bandiera)     | A     | Odsonne Édouard       |
| 23 | Inghilterra (bandiera) | A     | Malcolm Ebiowei       |
| 26 | Stati Uniti (bandiera) | D     | Chris Richards        |
| 28 | Mali (bandiera)        | C     | Cheick Oumar Doucoure |
| 29 | Francia (bandiera)     | C     | Naouirou Ahamada      |
| 36 | Inghilterra (bandiera) | D     | Nathan Ferguson       |
| 41 | Inghilterra (bandiera) | P     | Joe Whitworth         |
| 44 | Paesi Bassi (bandiera) | D     | Jairo Riedewald       |
| 55 | Irlanda (bandiera)     | C     | Killian Phillips      |
| 77 | Inghilterra (bandiera) | C     | David Ozoh            |

## Calciomercato

### Sessione estiva
| Acquisti         | Acquisti              | Acquisti      | Acquisti                    |
| R.               | Nome                  | da            | Modalità                    |
| ---------------- | --------------------- | ------------- | --------------------------- |
| C                | Cheick Oumar Doucoure | Lens          | definitivo (22,6 milioni €) |
| A                | Chris Richards        | Bayern Monaco | definitivo (12 milioni €)   |
| A                | Sam Johnstone         | West Bromwich | definitivo (gratuito)       |
| A                | Malcolm Ebiowei       | Derby County  | definitivo (gratuito)       |
| Altre operazioni |                       |               |                             |
| R.               | Nome                  | da            | Modalità                    |
| C                | Jacob Montes          | RWDM47        | fine prestito               |

| Cessioni         | Cessioni         | Cessioni          | Cessioni              |
| R.               | Nome             | a                 | Modalità              |
| ---------------- | ---------------- | ----------------- | --------------------- |
| C                | Jarosław Jach    | Raków Częstochowa | definitivo (gratuito) |
| D                | Remi Matthews    | St. Johnstone     | definitivo (gratuito) |
| Altre operazioni |                  |                   |                       |
| R.               | Nome             | a                 | Modalità              |
| D                | Cheikhou Kouyaté | -                 | svincolato            |
| D                | Martin Kelly     | -                 | svincolato            |
| C                | Jacob Montes     | -                 | svincolato            |
| C                | Malachi Boateng  | Queen's Park      | prestito              |

### Sessione invernale
| Acquisti | Acquisti             | Acquisti  | Acquisti                  |
| R.       | Nome                 | da        | Modalità                  |
| -------- | -------------------- | --------- | ------------------------- |
| C        | Naouirou Ahamada     | Stoccarda | definitivo (12 milioni €) |
| C        | Albert Sambi Lokonga | Arsenal   | prestito                  |

| Cessioni | Cessioni     | Cessioni       | Cessioni            |
| R.       | Nome         | a              | Modalità            |
| -------- | ------------ | -------------- | ------------------- |
| P        | Jack Butland | Manchester Utd | prestito (gratuito) |

## Risultati

### Premier League

#### Girone di andata
| Arbitro: | Taylor |

|  |           |                                 |
|  | Marcatori | 20’ Martinelli 85’ (aut.) Guéhi |

| Arbitro: | Tierney |

|          |           |          |
| Díaz 61’ | Marcatori | 32’ Zaha |

| Arbitro: | Madley |

|                         |           |            |
| Zaha 7’, 58’ Mateta 71’ | Marcatori | 5’ Watkins |

| Arbitro: | England |

|                                |           |                               |
| Silva 53’ Håland 62’, 70’, 81’ | Marcatori | 4’ (aut.) Stones 21’ Andersen |

| Arbitro: | Hooper |

|          |           |           |
| Zaha 59’ | Marcatori | 88’ Wissa |

| Newcastle upon Tyne 3 settembre 2022, ore 15:00 WEST 6ª giornata | Newcastle Utd | 0 – 0 referto | Crystal Palace | St James' Park (51 863 spett.)\| Arbitro: \| Salisbury \| |
| Arbitro:                                                         | Salisbury     |               |                |                                                           |

| Londra 18 gennaio 2023, ore 20:00 WEST 7ª giornata | Crystal Palace | 0 – 0 referto | Manchester Utd | Selhurst Park (23 343 spett.)\| Arbitro: \| Jones \| |
| Arbitro:                                           | Jones          |               |                |                                                      |

| Arbitro: | Bankes |

|           |           |  |
| March 15’ | Marcatori |  |

| Arbitro: | Kavanagh |

|            |           |                              |
| Édouard 7’ | Marcatori | 38’ Aubameyang 90’ Gallagher |

| Arbitro: | Tierney |

|                     |           |             |
| Édouard 24’ Eze 76’ | Marcatori | 10’ Struijk |

| Leicester 15 ottobre 2022, ore 12:30 WEST 11ª giornata | Leicester City | 0 – 0 referto | Crystal Palace | Leicester City Stadium (31 298 spett.)\| Arbitro: \| Madley \| |
| Arbitro:                                               | Madley         |               |                |                                                                |

| Arbitro: | Coote |

|                  |           |            |
| Eze 47’ Zaha 70’ | Marcatori | 31’ Traoré |

| Arbitro: | David Coote (Nottinghamshire) |

|                                         |           |  |
| Calvert-Lewin 11’ Gordon 63’ McNeil 84’ | Marcatori |  |

| Arbitro: | Salisbury |

|             |           |  |
| Édouard 38’ | Marcatori |  |

| Arbitro: | Tierney |

|              |           |                      |
| Benrahma 20’ | Marcatori | 41’ Zaha 90+4’ Olise |

| Arbitro: | Brooks |

|                 |           |  |
| Gibbs-White 54’ | Marcatori |  |

| Arbitro: | Madley |

|  |           |                                |
|  | Marcatori | 31’ Reid 71’ Ream 80’ Mitrović |

| Arbitro: | Marriner |

|  |           |                  |
|  | Marcatori | 19’ Ayew 36’ Eze |

| Arbitro: | Oliver |

|  |           |                                   |
|  | Marcatori | 48’, 53’ Kane 68’ Doherty 72’ Son |

#### Girone di ritorno
| Arbitro: | Bankes |

|             |           |  |
| Havertz 64’ | Marcatori |  |

| Londra 21 gennaio 2023, ore 17:30 WET 21ª giornata | Crystal Palace | 0 – 0 referto | Newcastle Utd | Selhurst Park (25 350 spett.)\| Arbitro: \| Pawson \| |
| Arbitro:                                           | Pawson         |               |               |                                                       |

| Arbitro: | Marriner |

|                                  |           |             |
| Fernandes 7’ (rig.) Rashford 62’ | Marcatori | 76’ Schlupp |

| Arbitro: | Oliver |

|             |           |           |
| Tomkins 69’ | Marcatori | 63’ March |

| Arbitro: | Tierney |

|              |           |         |
| Janelt 90+6’ | Marcatori | 69’ Eze |

| Londra 25 febbraio 2023, ore 19:45 WET 25ª giornata | Crystal Palace | 0 – 0 referto | Liverpool | Selhurst Park (25 842 spett.)\| Arbitro: \| England \| |
| Arbitro:                                            | England        |               |           |                                                        |

| Arbitro: | Pawson |

|                     |           |  |
| Andersen 27’ (aut.) | Marcatori |  |

| Arbitro: | Jones |

|  |           |                    |
|  | Marcatori | 78’ (rig.) Haaland |

| Arbitro: | Attwell |

|                                        |           |             |
| Martinelli 28’ Saka 43’, 74’ Xhaka 55’ | Marcatori | 63’ Schlupp |

| Arbitro: | Robinson |

|                                 |           |             |
| Iversen 59’ (aut.) Mateta 90+4’ | Marcatori | 56’ Ricardo |

| Arbitro: | Hooper |

|             |           |                                               |
| Bamford 21’ | Marcatori | 45+1’ Guéhi 53’, 77’ Ayew 55’ Eze 69’ Édouard |

| Arbitro: | Oliver |

|  |           |              |
|  | Marcatori | 54’, 68’ Eze |

| Londra 22 aprile 2023, ore 15:00 WEST 32ª giornata | Crystal Palace | 0 – 0 referto | Everton | Selhurst Park (25 202 spett.)\| Arbitro: \| Taylor \| |
| Arbitro:                                           | Taylor         |               |         |                                                       |

| Wolverhampton 25 aprile 2023, ore 19:45 WET 33ª giornata                         | Wolverhampton | 2 – 0 referto | Crystal Palace | Molineux Stadium (30 792 spett.) |
| \| \| \| \| \| J. Andersen 3’ (aut.) Ruben Neves 90+4’ (rig.) \| Marcatori \| \| |               |               |                |                                  |
|                                                                                  |               |               |                |                                  |
| J. Andersen 3’ (aut.) Ruben Neves 90+4’ (rig.)                                   | Marcatori     |               |                |                                  |

| Arbitro: | Pawson |

|                                              |           |                                  |
| Ayew 15’ Zaha 20’ Schlupp 30’ Eze 66’ (rig.) | Marcatori | 9’ Souček 35’ Antonio 72’ Aguerd |

| Arbitro: | England |

|            |           |  |
| Kane 45+1’ | Marcatori |  |

| Arbitro: | Salisbury |

|              |           |  |
| Eze 39’, 58’ | Marcatori |  |

| Arbitro: | Smith |

|                            |           |                         |
| Mitrović 45+5’ (rig.), 61’ | Marcatori | 34’ Édouard 83’ J. Ward |

| Arbitro: | Bramall |

|             |           |            |
| Awoniyi 31’ | Marcatori | Hughes 66’ |

### FA Cup
| Arbitro: | Bond |

|             |           |                                  |
| Édouard 14’ | Marcatori | 37’ Ward-Prowse 68’ A. Armstrong |

### EFL Cup
| Arbitro: | Bankes |

|  |           |                                    |
|  | Marcatori | 70’ Édouard 90’ (rig.) Milivojević |

| Arbitro: | Scott |

|                                          |                      |                                        |
| Wood Trippier Joelinton Botman Guimarães | Tiri di rigore 3 – 2 | Milivojević Hughes Ward Mateta Ebiowei |

## Statistiche

### Statistiche di squadra
| Competizione   | Punti | In casa | In casa | In casa | In casa | In casa | In casa | In trasferta | In trasferta | In trasferta | In trasferta | In trasferta | In trasferta | Totale | Totale | Totale | Totale | Totale | Totale | DR |
| Competizione   | Punti | G       | V       | N       | P       | Gf      | Gs      | G            | V            | N            | P            | Gf           | Gs           | G      | V      | N      | P      | Gf     | Gs     | DR |
| -------------- | ----- | ------- | ------- | ------- | ------- | ------- | ------- | ------------ | ------------ | ------------ | ------------ | ------------ | ------------ | ------ | ------ | ------ | ------ | ------ | ------ | -- |
| Premier League | 45    | 19      | 7       | 7       | 5       | 21      | 23      | 19           | 4            | 5            | 10           | 19           | 26           | 38     | 11     | 12     | 15     | 40     | 49     | −9 |
| FA Cup         | -     | 1       | 0       | 0       | 1       | 1       | 2       | 0            | 0            | 0            | 0            | 0            | 0            | 1      | 0      | 0      | 1      | 1      | 2      | -1 |
| League Cup     | -     | 0       | 0       | 0       | 0       | 0       | 0       | 2            | 1            | 1            | 0            | 2            | 0            | 2      | 1      | 1      | 0      | 2      | 0      | +2 |
| Totale         |       | 20      | 7       | 7       | 6       | 22      | 25      | 21           | 5            | 6            | 10           | 21           | 26           | 41     | 12     | 13     | 16     | 43     | 51     | -8 |

### Andamento in campionato
| Giornata  | 1  | 2  | 3 | 4  | 5  | 6  | 7  | 8  | 9  | 10 | 11 | 12 | 13 | 14 | 15 | 16 | 17 | 18 | 19 | 20 | 21 | 22 | 23 | 24 | 25 | 26 | 27 | 28 | 29 | 30 | 31 | 32 | 33 | 34 | 35 | 36 | 37 | 38 |
| --------- | -- | -- | - | -- | -- | -- | -- | -- | -- | -- | -- | -- | -- | -- | -- | -- | -- | -- | -- | -- | -- | -- | -- | -- | -- | -- | -- | -- | -- | -- | -- | -- | -- | -- | -- | -- | -- | -- |
| Luogo     | C  | T  | C | T  | C  | T  | C  | T  | C  | C  | T  | C  | T  | C  | T  | T  | C  | T  | C  | T  | C  | T  | C  | T  | C  | T  | C  | T  | C  | T  | T  | C  | T  | C  | T  | C  | T  | C  |
| Risultato | P  | N  | V | P  | N  | N  | N  | P  | P  | V  | N  | V  | P  | V  | V  | P  | P  | V  | P  | P  | N  | P  | N  | N  | N  | P  | P  | P  | V  | V  | V  | N  | P  | V  | P  | V  | N  | N  |
| Posizione | 17 | 16 | 9 | 12 | 13 | 15 | 12 | 16 | 17 | 15 | 13 | 11 | 13 | 10 | 10 | 11 | 11 | 11 | 12 | 12 | 12 | 12 | 12 | 12 | 12 | 12 | 12 | 12 | 12 | 12 | 12 | 12 | 12 | 12 | 12 | 12 | 12 | 11 |

Legenda:

Luogo: C = Casa; T = Trasferta. Risultato: V = Vittoria; N = Pareggio; P = Sconfitta.